# Polònia
Polònia (litt. « Pologne ») est une émission satirique catalane de télévision émise par TV3 et produite par Toni Soler. Elle moque le monde politique catalan, espagnol et international grâce à une troupe d'acteurs maquillés afin de ressembler autant que possible aux personnages réels.
Polònia a commencé à être produit en 2006 et est une des émissions les plus suivies par les téléspectateurs catalans. Elle est diffusée chaque semaine le jeudi, en prime time, et est rediffusée le dimanche à midi.
Le nom de l'émission ironise le terme espagnol polaco (« polonais »), utilisé de manière péjorative et familière pour se référer à un catalan.

## Prix et récompenses
Polònia a reçu le prix Iris (es) en 2006, le prix Ondas 2007, le prix Zapping (es) de la meilleure émission de divertissement. En 2016, Toni Soler et son équipe reçoivent le prix international d'humour Gat-Perich.

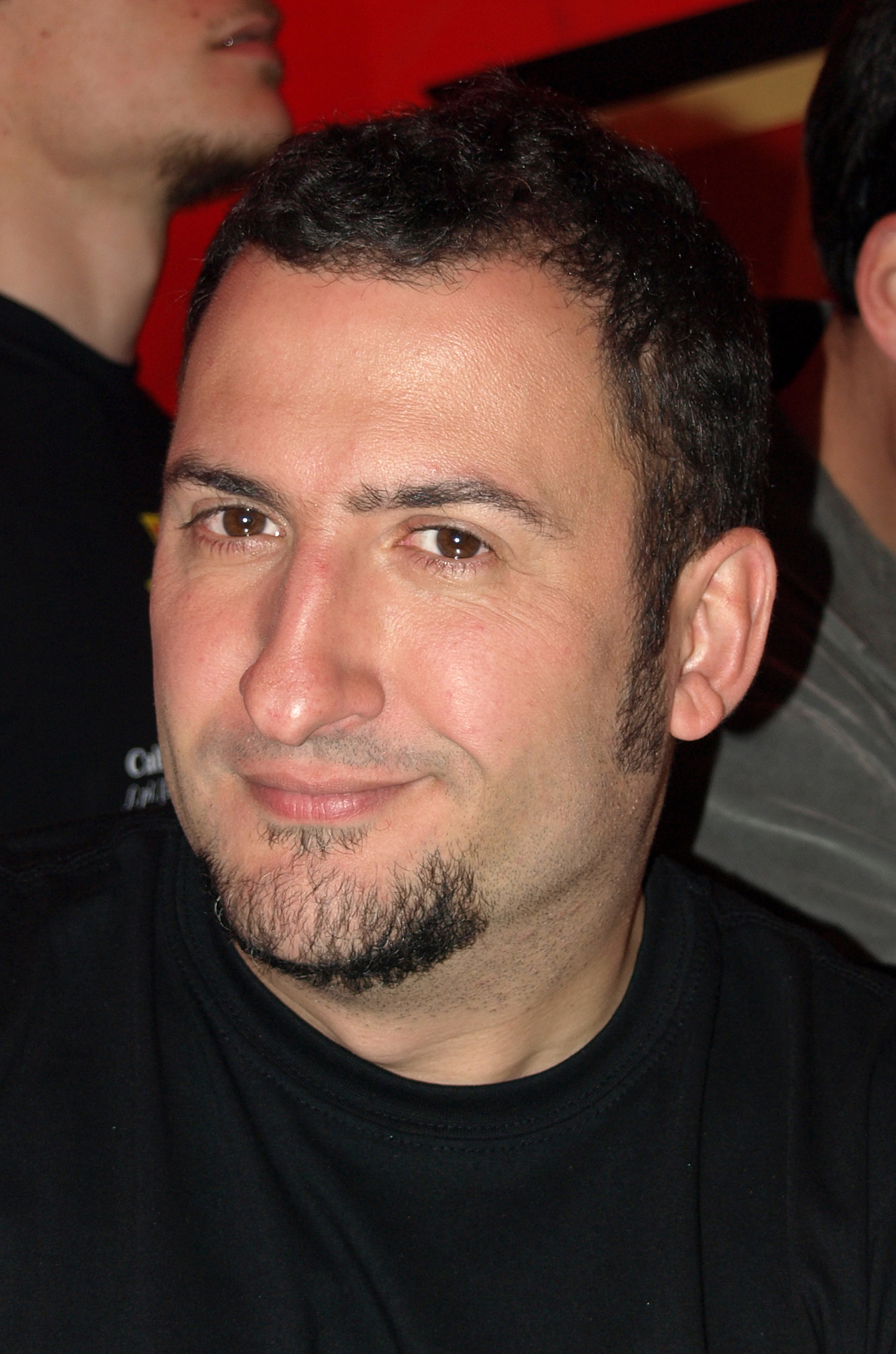
Toni Soler.
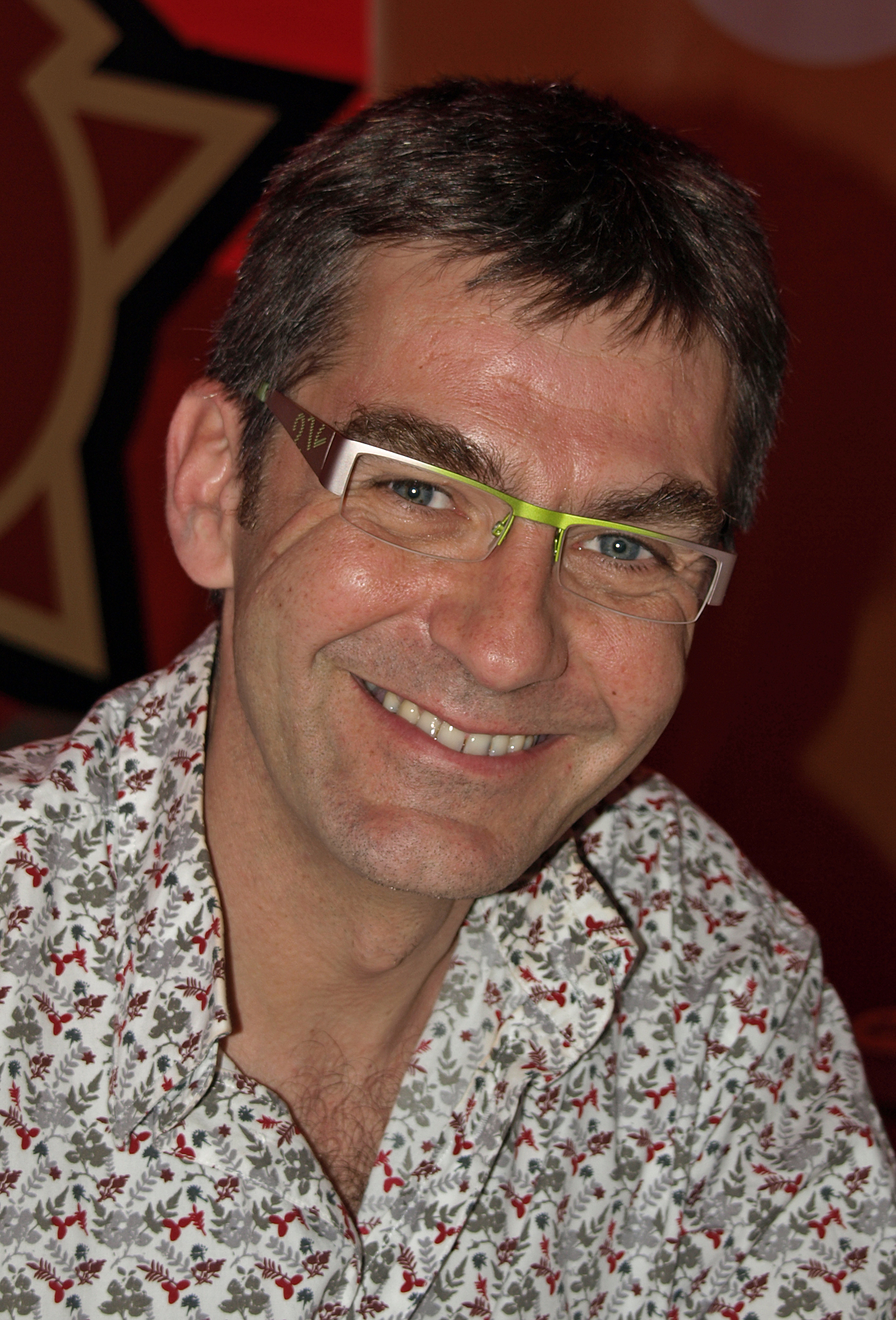
Queco Novell (Rajoy, Puigdemont).
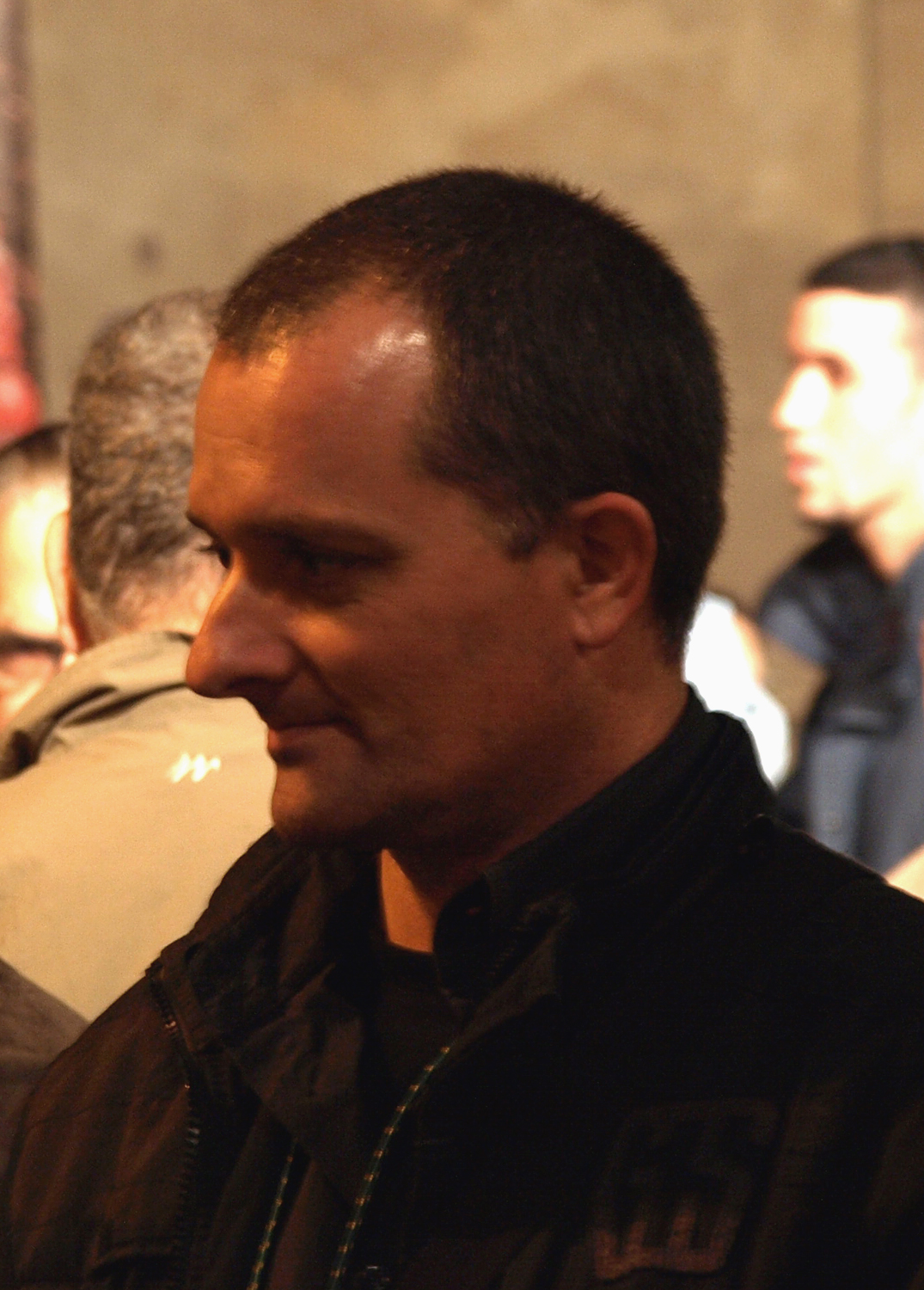
Toni Albà (Juan Carlos Ier).